# Аллегория благоразумия
«Аллегория благоразумия» (итал. Allegoria della Prudenza) — картина, приписываемая венецианскому художнику Тициану и его помощникам, написанная в 1550—1565 годах. На картине изображены обращённые в разных направлениях три человеческие головы, написанные над тремя головами животных: волка, льва и собаки. Находится в Национальной галерее в Лондоне.

## Сюжет и описание
Картина обычно интерпретируется на нескольких уровнях. На первом уровне разный возраст трёх человеческих голов символизируют три возраста человека: старость, зрелость и юность — предмет, который Тициан изобразил 50 годами ранее в своей картине «Три возраста человека» (1512—1514). Разные направления, в которых они смотрят, отражают вторую, более широкую концепцию времени: прошлого, настоящего и будущего. Эта тема также повторяется в головах животных: животное с тремя головами (волк, лев, собака), символизирующее течение времени (прошлое, настоящее, будущее). Эта тема ассоциируется с богом Сераписом в «Сатурналиях» Макробия, это повторяется, например, в «Гипнэротомахии Полифила» Франческо Колонны (1499), «Иероглифике» Пьерио Валериано Больцани (1556) и «Иконологии» Чезаре Рипа (1643). Третий уровень, от которого картина получила своё нынешнее название, подсказывает едва заметная надпись над портретами:
лат. EX PRÆTE / RITO // PRÆSENS PRVDEN / TER AGIT // NI FVTVRA / ACTIONĒ DE / TVRPET
Это означает: «Учитывая ошибки прошлого в настоящем, можно не навредить своему будущему».
Считается, что человеческие лица — это настоящие портреты престарелого Тициана, его сына Орацио и его молодого племянника Марко Вечеллио, который, как и Орацио, жил и работал с Тицианом. Немецкий и американский историк и теоретик искусства Эрвин Панофский (1892—1968) предположил, что картина напрямую связана с переговорами, связанными с передачей собственности Тициана молодым поколениям в свете его приближающейся смерти. Таким образом, картина служит визуальным советом трём поколениям действовать осмотрительно при управлении наследством. Николас Пенни, однако, очень скептически отнёсся к этому предположению и указал на несоответствия между человеческими головами и другими доказательствами внешнего вида людей. Он сомневался, что это был какой-то личный проект Тициана, и считал, что «более вероятно, что картина была заказана». Другие также придерживаются мнения, что эти три головы не Тициан и его семья. Одна из причин заключается в том, что портретов Орацио или Марко нет, поэтому трудно подтвердить, что это именно они.
Более позднее объяснение смысла полотна вместо аллегории благоразумия была, наоборот, аллегория греха и покаяния. С этой точки зрения, это было бы равносильно признанию Тициана в том, что его неспособность действовать осмотрительно в молодости и в среднем возрасте обрекла его на то, чтобы вести достойную сожаления старость.
С другой стороны, картина была объяснена как утверждение, что благоразумие, которое приходит с опытом и старостью, является важным аспектом художественного различения и суждения. Таким образом, в этой интерпретации картина опровергает мнение о том, что старость — враг художественных достижений. На более общем уровне изображение Тициана с его помощниками Орацио и Марко на картине также призвано защитить благоразумие преемственности традиций венецианских мастерских.

## История
Картина была подарена Лондонской Национальной галерее в 1966 году арт-дилером Дэвидом Кетсером и его женой Бетти.